# Novooleksandrivka, Sînelnîkove
Novooleksandrivka (în ucraineană Новоолександрівка) este localitatea de reședință a comunei Novooleksandrivka din raionul Sînelnîkove, regiunea Dnipropetrovsk, Ucraina.

## Demografie
Componența lingvistică a localității Novooleksandrivka
     Ucraineană (90,57%)
     Rusă (8,72%)
     Alte limbi (0,18%)
Conform recensământului din 2001, majoritatea populației localității Novooleksandrivka era vorbitoare de ucraineană (90,57%), existând în minoritate și vorbitori de rusă (8,72%).